# 아비크라늄

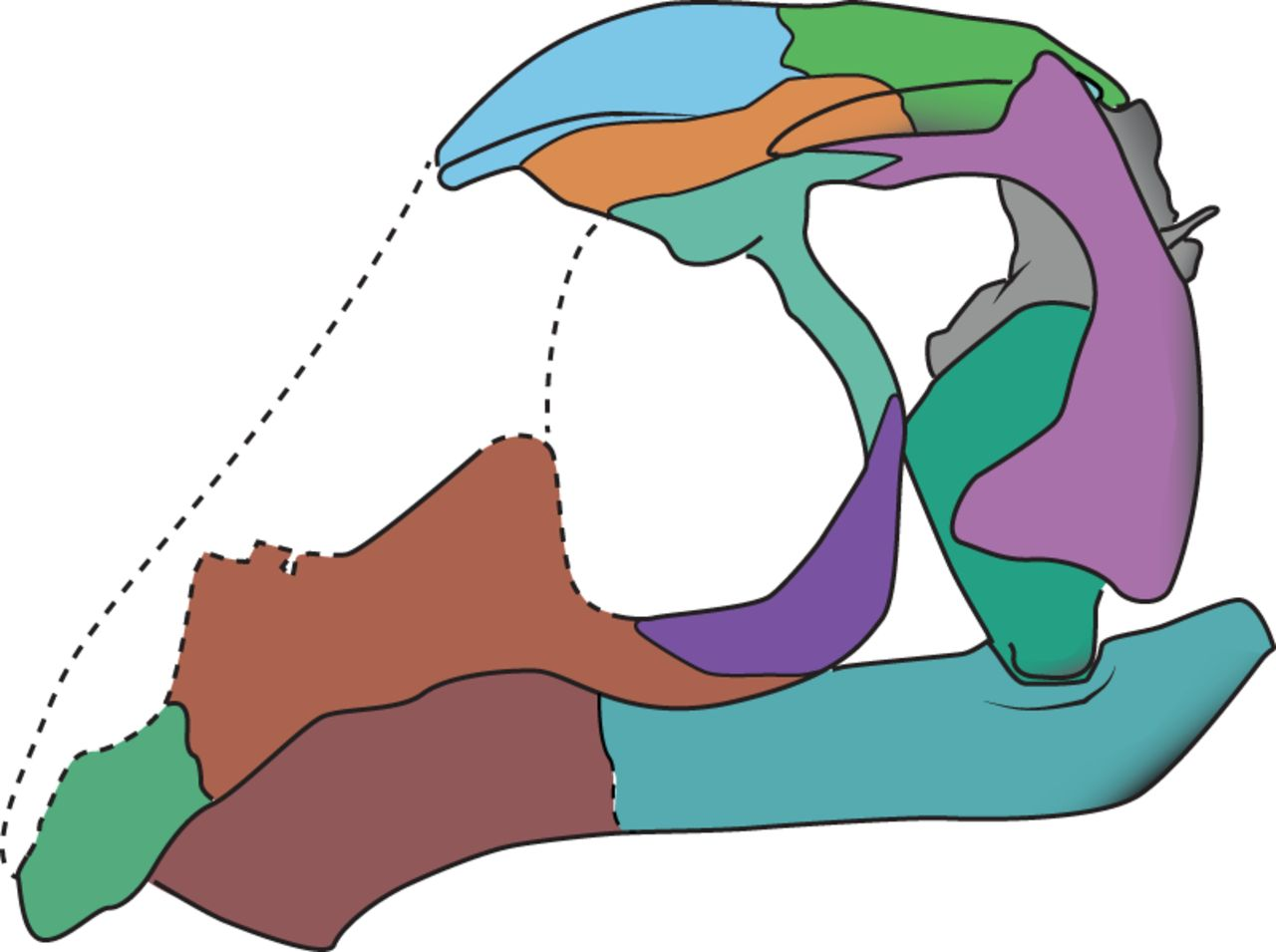

아비크라늄(학명:Avicranium renestoi)은 도마뱀목 드레파노사우루스과에 속하는 도마뱀이다. 지금은 멸종된 종으로서 전체적인 몸길이가 40~70cm인 소형 도마뱀에 속한다.

## 특징
아비크라늄(Avicranium)은 트라이아스기 말기의 친글 형성에 의해 알려진 멸종된 드레파노사우루스과에 속하는 파충류의 속이다. 아비크라늄의 종류는 아비크라늄 레네스토이이다. '아비크라늄'은 특이한 새 모양의 두개골과 관련하여 라틴어로 '새두개미'를 뜻하며 '레네스토이'는 이탈리아 드레파노룡의 연구로 유명한 고생물학자 실비오 레네스토를 가리킨다. 아비크라늄의 홀로타입이며 유일하게 알려진 표본은 ARFH FARB 30834로, 몇 개의 경추(목) 척추뼈에 붙어 있는 분리형 두개골이다. 이 표본은 미국 뉴멕시코 주 고스트 랜치의 코엘로피석(또는 휘태커) 채석장에서 추출한 것이다. 이 채석장은 트라이아스기의 라헤티아 초기 단계에 해당하는 친글 형성의 '실트스톤 회원'에 속한다. 1940년대 미국 자연사 박물관의 현장 파티에 의해 이 지역으로부터 준비되지 않은 다양한 블록들이 발굴되었다. 오랫동안 초기 공룡 코엘로피석의 여러 표본만을 포함하고 있다고 믿어져온 이 블록들은 현재 다양한 트라이아스기 파충류들을 포함하고 있는 것으로 알려져 있다. ARBH FARB 30834는 큰 슈보사우루스 유사동물인 에피기아 오키페이의 홀로타입이 들어 있는 블록을 준비하는 과정에서 발견되었다.ARBH FARB 308344와 동일한 시료에 속하는지 여부는 불분명하지만, 블록에서 다수의 다른 드레파노사우루스 척추뼈와 사지 파편도 발견되었다. ARBH FARB 30834가 분리되어 있고 암석 행렬에 의해 부분적으로 가려졌음에도 불구하고 그 뼈의 많은 부분이 잘 보존되어 있고 표본 전체가 마이크로CT 스캔되어 암석 밑에 숨겨진 요소들이 드러났다. 이 스캔은 디지털 소프트웨어를 사용하여 두개골을 3D로 재구성할 수 있게 했다.뇌의 내장은 또한 두개골에서 디지털로 구성되었다. 아비크라늄은 어떤 드레파노사우루스보다도 가장 잘 보존된 두개골 물질을 가지고 있다. ARBH FARB 30834는 척추의 몇 가지 특성 때문에 드레파노사우루스로 인식될 수 있다. 척추의 관절 표면은 이질성(새들 모양)이다. 신경의 가시들은 지나치게 짧고 강하게 비뚤어진 것이다. 이 특징들은 드레파노사우루스의 그것들과 매우 흡사하다. 아비크라늄은 다음과 같은 특징 때문에 하이푸론텍터, 메갈란코사우루스, 발레사우루스(해골이 보존된 유일한 다른 드레파노룡이다.)와 구별할 수 있다. 치아의 완전한 부재는 키가 크고 삼각형 모양의 복고공정이며 경추 신경 가시들은 대략 그들이 긴 만큼 넓다. 이러한 점들이 드레파노사우루스와 매우 유사한 점이 되며 언급한 종들과 차이점이 된다. 아비크라늄의 쌍안경과 확대된 뇌는 수목적 생활방식에 적응할 가능성이 높으며 이러한 생활방식은 깊이 지각과 3차원 항법 등 고도의 감각 처리가 필요하기 때문이다. 이러한 특징들은 익룡과 현대 조류와 융합하여 진화했을 가능성이 높으며 이는 비행 중 유사한 감각 처리를 필요로 할 것이다. 수목적인 생활방식은 이전에 드레파노사우로모르 혈통의 다른 구성원들을 위해 제안되었다. 먹이로는 당대에 서식했던 곤충, 절지동물들을 주로 잡아먹고 살았을 육식성의 도마뱀으로 추정되는 종이다.

## 생존시기와 서식지와 화석의 발견
아비크라늄이 생존했던 시기는 중생대의 트라이아스기 후기로서 지금으로부터 2억년전~1억 8000만년전에 생존했던 종이다. 생존했던 시기에는 북아메리카를 중심으로 하는 초원이나 밀림 등에서 주로 서식했었던 도마뱀이다. 화석의 발견은 2017년에 미국의 트라이아스기에 형성된 지층에서 미국의 고생물학자들에 의하여 처음으로 화석이 발견되어 새롭게 명명된 종이다.

## 같이 보기
- 파충류
- 중생대
- 트라이아스기
- 도마뱀
- 화석